# ميغيل سباستيان غارسيا
ميغيل سباستيان غارسيا (بالإسبانية: Miguel Sebastián García)‏ (27 يناير 1984 في الأرجنتين - ) هو لاعب كرة قدم أرجنتيني في مركز الوسط. لعب مع أريس تسالونيكي ونادي أتروميتوس ونادي بالستينو ونادي سونغنام ويونيون دي سانتا في ونادي إيراكليس.

## وصلات خارجية
- ميغيل سباستيان غارسيا على موقع دوري كوريا الجنوبية (الإنجليزية)
- ميغيل سباستيان غارسيا على موقع Soccerway.com (الإنجليزية)